# علی گلزاده غفوری
علی گلزاده غفوری (۲۵ اردیبهشت ۱۳۰۲ – ۱۱ دی ۱۳۸۸) روحانی، حقوقدان، مجتهد، نویسنده و استاد دانشگاه اهل ایران بود. او از روحانیون دوره اول انقلاب، نماینده استان تهران در مجلس خبرگان قانون اساسی و نماینده تهران در دوره اول مجلس شورای اسلامی (از نهضت آزادی) بود.

## زندگی
علی گلزاده غفوری ۲۵ اردیبهشت ۱۳۰۲ هجری شمسی در قزوین به دنیا آمد. وی حقوقدان، مجتهد، نویسنده و استاد دانشگاه و از روحانیونی بود که فعالیت‌های سیاسی اش را از زمان شاه آغاز کرد.

### تحصیلات
او در حوزه علمیه قم تحصیل کرده بود. وی از روحانیونی بود که در سالهای قبل از انقلاب ۱۳۵۷ در رشته حقوق قضایی نیز به تحصیل پرداخته و دکترای خود را در این رشته از دانشگاه سوربن در فرانسه اخذ نموده بود. او به زبانهای عربی و فرانسه مسلط بود.
تحصیلات ابتدایی و متوسطه
تحصیلات شش  ساله ابتدایی را در دبستان ادب شهر قزوین که مدیریت آنرا پسر میرزا کوچک خان جنگلی بر عهده داشت گذراند و از همان ابتدا استعدادش را در فراگیری درس و علم نشان داد و در امتحانات نهایی شش ساله ابتدایی در شهر قزوین رتبه نخست را کسب کرد.
در 14 سالگی و زمانی که در نیمه دوره متوسطه بود پدر را از دست داد و برای تامین مخارج زندگی خانواده، به پیشنهاد مدیر مدرسه دیانت که در آن درس میخواند در یک کلاس پایین تر به تدریس ریاضی پرداخت و به این ترتیب شغل معلمی را برای خود انتخاب کرد.
تحصیلات علوم دینی و حوزوی
اولین دروس قرآنی را نزد حاج میرزا ابوالحسن رفیعی حکمی  که از قم به قزوین آمده بود خواند و دروس اولیه جامع المقدمات را نزد او و شاگردانش فرا گرفت.
شوق تحصیل و دسترسی به سرچشمه های ناب علوم دینی او را به حوزه علمیه قم کشاند و در محضر استادانی چون آیت الله حجت کوه کمره ای، آیت الله خوانساری، آیت الله بروجردی، و آیت الله علامه طباطبایی شرکت کرد و درسنین جوانی  به درجه اجتهاد رسید.
تحصیلات دانشگاهی
از سال 1344  وارد دانشگاه تهران شد و دوره لیسانس و فوق لیسانس را در دانشکده حقوق دانشگاه تهران در رشته حقوق قضایی تا سال 1348  با موفقیت به اتمام رساند و برای ادامه تحصیل راهی فرانسه شد تا مدرک دکترای تخصصی  رادر سال 1351شمسی (1972 میلادی) در رشته حقوق اسلامی از دانشگاه سوربن پاریس دریافت کند.

### پیش از انقلاب اسلامی
گلزاده غفوری دبیر زبان انگلیسی، فقه، عربی و اخلاق در مدرسه علوی که پایگاه انجمن حجتیه و مؤسس آن شیخ محمود حلبی بود مشغول بکار بود. گرچه برخی از معلمین در مدرسه های علوی و نیکان در انجمن حجتیه فعال بودند، اما علی گلزاده غفوری ارتباطی با انجمن نداشت و از لحاظ فکری هم با اندیشه های آنها در مورد ظهور امام زمان و دشمنی با بهاییت هیچ سنخیت و نزدیکی نداشت. در دوران حکومت پهلوی در مقاطع مختلف بخاطر فعالیت های مبارزاتی بازداشت شد ، از جمله در زمان ترور حسنعلی منصور نخست وزیر، به ظن ارتباط با محمد بخارایی که مدرس زبان عربی آنها بود ، مدتی را در کمیته مشترک بازداشت بود.
وی در دهه پنجاه همراه با سید محمد بهشتی، محمدجواد باهنر و سید رضا برقعی نگارش تعلیمات دینی و معارف اسلامی دبیرستان و دبستان در نظام جدید آموزش و پرورش زمان شاه را آغاز کرد.

### پس از انقلاب اسلامی

حجت‌الاسلام دکتر علی گلزاده غفوری در فیلم قضیه شکل اول، شکل دوم

علی گلزاده غفوری در انتخابات مجلس خبرگان قانون اساسی با ۱٫۵۵۳٫۱۸۵ رای به عنوان چهارمین نماینده (بعد از محمود طالقانی، بنی‌صدر و منتظری) از استان تهران انتخاب شد. وی که از سوی اعضای خبرگان به عضویت شورای پنج نفره بررسی و تدوین آیین‌نامه داخلی مجلس خبرگان انتخاب شد، هم‌زمان از اعضای اصلی شورای سه نفره هماهنگی مجلس خبرگان بود.

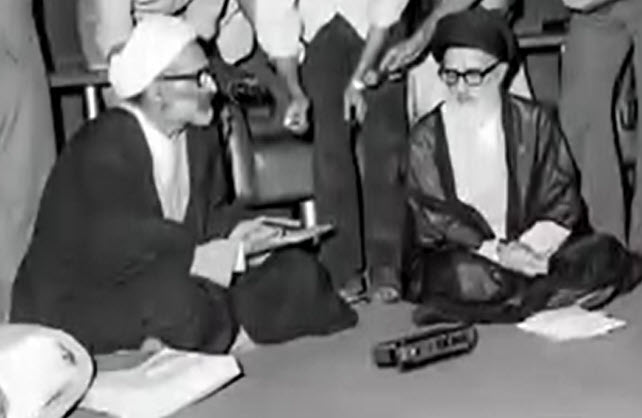
دکتر علی گلزاده غفوری در تبادل نظر با آیت الله طالقانی در مجلس خبرگان

### مخالفت با گنجاندن اصل ولایت فقیه در قانون اساسی
وی در مجلس خبرگان قانون اساسی به اتفاق آیت‌الله طالقانی و مرتضی حائری یزدی و عزت‌الله سحابی از جمله کسانی بود که به ولایت فقیه رای منفی داد. غفوری با بسیاری از موارد قانون اساسی که به پیش‌نویس قانون اساسی اضافه شد، مخالفت کرد. او با اصول مربوط به اختیارات رهبری مخالف بود و برای اداره امور کشور ، شورای عالی جمهوری را پیشنهاد کرد و در نهایت نیز در محل امضای خود در متن نهایی قانون اساسی نوشت: "در اداره امور کشور با شورای عالی جمهوری موافقم ." 
وی در برابر فراکسیون آقایان منتظری و بهشتی و آیت که در مقام جا انداختن اصل ولایت فقیه در قانون اساسی بودند شاخص‌ترین روحانی مخالف بود و آشکارا به اصل ولایت فقیه رای منفی داد.
به اعتقاد احمد سلامتیان نماینده دور اول مجلس شورای اسلامی او از طرفداران آن طرز تفکری بود که به نوعی صحبت از «جمهوری دموکراتیک اسلامی» می‌کردند. مسئله‌ای که مهندس بازرگان هم آن را قبل از رای‌گیری ۱۲ فروردین مطرح کرد، اما آیت‌الله خمینی «جمهوری اسلامی نه یک کلمه کم، نه یک کلمه زیاد» را گفت.
به اعتقاد احمد سلامتیان گلزاده غفوری نه با اصل پنجم قانون اساسی موافق بود، نه با دادن یک مقام ویژه قدرت به روحانیت در امر حکومت اعتقادی داشت او به ویژه با اصل ۱۱۰ قانون اساسی و دادن فرماندهی کل قوا مخالفت می‌کرد. غفوری با بسیاری از موارد قانون اساسی که به پیش‌نویس قانون اساسی اضافه شد، مخالفت کرد.
قرآن و نا خوانی آن با ولایت فقیه
از دید قرآنی و اعتقادی، علی گلزاده غفوری مفهوم و اصل ولایت فقیه را از موارد و مصادیق بارز "شِرک" میدانست. وی بطور بنیادین از این عقیده که بعضی (چه در قدیم و چه در زمان حاضر)، خود را متولی دین بدانند و مردم را گوسفند در نظر بگیرند که احتیاج به شبان دارند بسیار منزجر بود.

### گلزاده غفوری و مجلس شورای ملی
علی گلزاده غفوری در اسفند ۱۳۵۸ در انتخابات مجلس شورای اسلامی در مرحله اول انتخابات به مجلس راه یافت. او نفر دهم از هجده نفری بود که در مرحله اول با رای بالای مردم به مجلس راه یافت. گلزاده غفوری تا بهار سال ۶۰ در مباحث مجلس همواره یک پای ثابت و بسیار فعال بود. طرحها و لوایح را به دقت مطالعه کرده در کمیسیونهای تخصصی نظر کارشناسی می‌داد، از وزرا پرسشهای اساسی می‌پرسید و به گواه سایر نمایندگان در زمینه سیاست خارجی، امور بودجه و مسائل اقتصادی و قضایی بسیار دقیق و فعال بود اما در پی نقدهای تیزی که در مورد طرح‌ها و لوایح داشت با برخی از نمایندگان حزب حاکم (جمهوری اسلامی) اصطکاک پیدا کرد.

سرانجام علی گلزاده غفوری از روز ۲۰خرداد ۱۳۶۰ از شرکت در جلسات مجلس خودداری کرد و دیگر به مجلس نرفت. فرزند گلزاده غفوری دربارهٔ علت استعفای پدر از نمایندگی مجلس می‌گوید:
«ایشان از نمایندگی استعفا ندادند، بلکه به عنوان اعتراض از رفتن و حضور در مجلس خودداری کرد و در نامه‌ای که در هفت صفحه نوشته بود دلایل خود را از نرفتن به مجلس بیان کرد. آن زمان قانونی در مجلس تصویب کرده بودند که اگر مثلاً نماینده‌ای چند روز غیبت کند و به مجلس نیاید توسط دیگر نمایندگان از سمت نمایندگی مستعفی شناخته می‌شود که ایشان عنوان کرد که این از نظر شرعی و قانونی درست نیست؛ نماینده مجلس را مردم انتخاب کرده‌اند، مانند وکیل در دعوای حقوقی که تنها موکل می‌تواند وکیل خود را حذف کند. وکیل عده‌ای از مردم را وکیل عده‌ای دیگر نمی‌تواند از سمت وکالت عزل کند آن هم کسی که با این رای بالای ۳/۱ میلیون نفر به مجلس رفته‌است…»

احمد سلامتیان که در این دوران خود در مجلس حاضر نبود می‌گوید: 
گلزاده غفوری دوبار در مجلس تحصن کرد، بار اول در اوائل سال ۱۳۶۰ اتفاق افتاد؛ زمانی که به برخی از نمایندگان در صحن علنی مجلس حملاتی صورت گرفت و تعدادی از نمایندگان بر روی دیگر نمایندگان اسلحه کشیدند. در آن زمان عده‌ای از نمایندگان نزدیک به ۲۰ نفر از جمله من، مهندس بازرگان، معین‌فر و دکتر گلزاده غفوری در مورد این مسئله و عدم امنیتی که برای نمایندگان وجود داشت، دست به تحصن در مجلس زدیم، اما هیئت رئیسهٔ مجلس در این مورد حمایتی در خور انجام نداد. برای گلزاده غفوری تحصن دیگری بعد از حوادث خرداد ۱۳۶۰ پیش آمد، زمانی که من دیگر به مجلس نمی‌رفتم. آقای غفوری به خاطر اینکه فرزندانشان را بازداشت کرده بودند، در یک گوشه راهرو مجلس چندین ماه تحصن کردند، اما با این وجود فرزندان ایشان هر دو همان زمان اعدام شدند. بعد از آن ایشان تا پایان دوره نمایندگی در مجلس در یک شرایط حصر و تحصن به سر برد، در واقع بعد از ۳۰ خرداد ۱۳۶۰ ایشان عملاً از حق نمایندگی محروم شد و نتوانست وظائف نمایندگی خود را انجام دهد. در دوران تحصن بسیاری خواستند او را از مجلس بیرون کنند و اجازه ندهند تحصنش ادامه پیدا کند، اما هاشمی رفسنجانی به عنوان رئیس مجلس هرگز این اجازه را به کسی نداد.
در چهارم بهمن ۱۳۶۰ با رای مجلس مستعفی شناخته شد.

## خانه‌نشینی و اعدام فرزندان و داماد

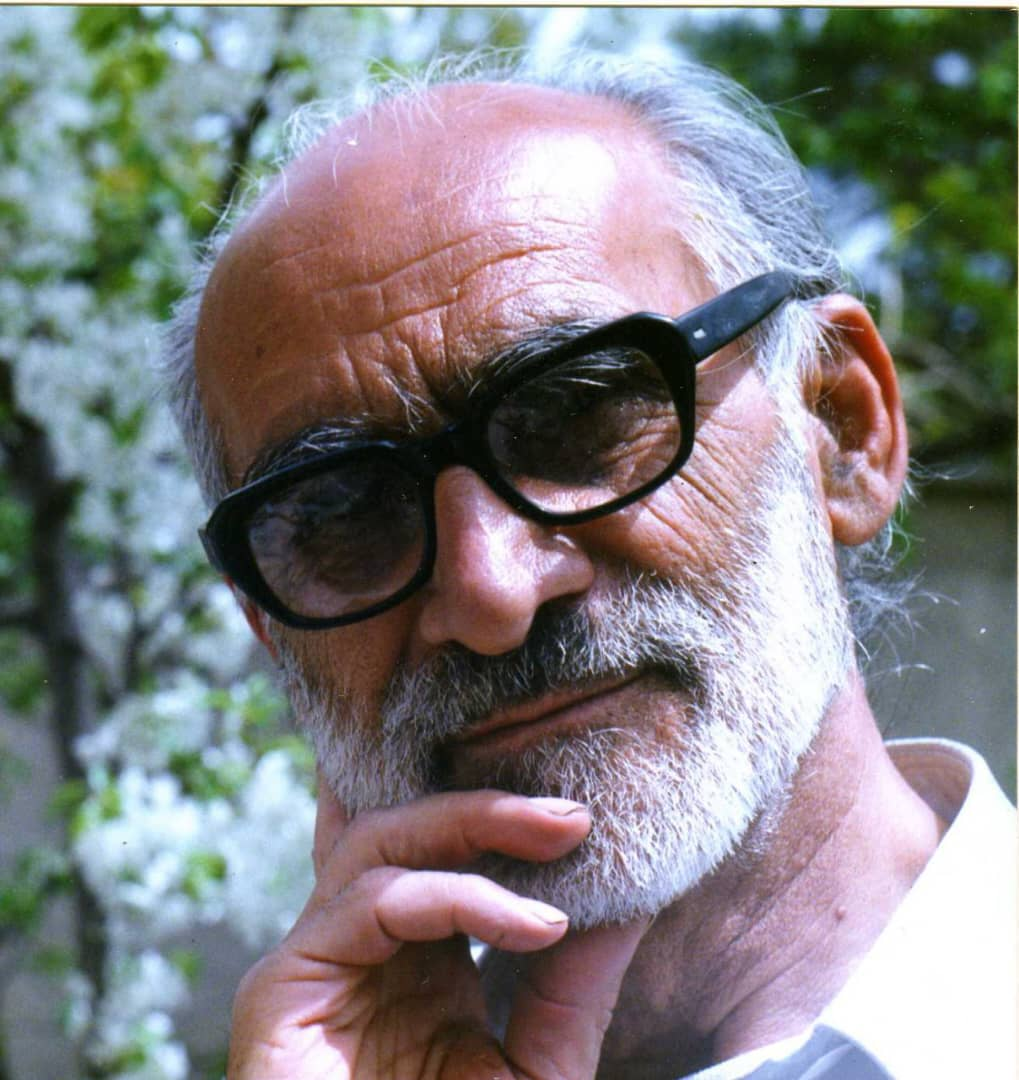
دکتر علی گلزاده غفوری پس از انقلاب 1357 و کنار گزادرن اختیاری لباس روحانیت.

علی گلزاده غفوری بعد از ترک مجلس و خانه‌نشینی و پس از چهل سال کار فعالیت در لباس روحانیت، برای همیشه با این لباس (عبا و عمامه) وداع کرد تا به این وسیله فاصله خودش را با طبقه روحانیت در حاکمیت حفظ کند. او علاوه بر این تغییر ظاهری به بازبینی آثار خود نشست و برخی از آثارش را مجدداً تنظیم و تصحیح کرد.
علی گلزاده غفوری هیچگاه اسلام و لباسش را (آن زمان که آن را هنوز کنار نگذاشته بود) وسیله ارتزاق قرار نداد و همواره از دست رنج خود زندگی را می گذراند. او از باصطلاح روحانی هایی که (در جامعه) فقط دست بگیر داشته و دارند بسیار دلگیر بود. وی به لباس روحانیت بعنوان لباس کار نگاه میکرد. وی اولین کسی بود که پس از انقلاب 1357 لباس معمول روحانیون را به اختیار خود کنار نهاد. 
سلامتیان در مورد سه دهه پایان زندگی وی معتقد است: انزواء و ترک صحنهٔ سیاست به ایشان تحمیل شد. ایشان تا پایان دوره مجلس اول عملاً تحت نظر بود و هیچ آزادی عملی از خود نداشت. فرزندان او را اعدام کرده و در شرایط بسیار سخت و دشواری زندگی می‌کرد. در مورد او در طی این سه دهه می‌توان گفت از سال ۱۳۶۰ تا دو روز قبل که درگذشت، در زندان و حصر به سر می‌برده‌است.

سلامتیان از بازداشت و اعدام فرزندان او می‌گوید:
گلزاده غفوری که من می‌شناختم، چه قبل از انقلاب که برای سخنرانی بارها به اصفهان آمده بود و چه دورانی که در فرانسه در رشته دکترای حقوق تحصیل می‌کرد و چه در دورانی که در مجلس بودیم، یک روحانی بسیار آزاداندیش بود، روحانی که یکی از پیشگامان آن نحله‌ای است که امروز به عنوان نواندیشان دینی می‌شناسیم، خط سیاسی و ارتباط تشکیلاتی با آن چیزی که فرزندان ایشان را به آن منصوب می‌کردند، نداشت. آقای غفوری در دوران نمایندگی و قبل از آن به عنوان یک روحانی آزاداندیش شناخته می‌شد که مخالف حل و فصل مسائل فکری عقیدتی با سرکوب و خشونت بود. ایشان از انسان‌هایی بود که در دوره‌های مختلف موافق بحث آزاد بود و به ثمربخشی قدرت و زور در حل مسائل معتقد نبود. به این دلائل می‌گویم ایشان در طی سه دههٔ اخیر بسیار زجر کشیده و با فرزندان‌شان به خاطر مواضع ایشان آن‌چنان برخورد شد، اما آن برخوردها در مواضع ایشان تأثیر چندانی نداشت. به‌طور کلی گلزاده غفوری همیشه خواستار دفاع از حقوق شهروندان، محدود کردن اختیارات حکومت و جلوگیری کردن از زیاده‌روی حکومت در کنترل جامعه در اصول مختلف قانون اساسی بود.
بعد از پایان دوره نمایندگی مجلس شورای اسلامی دکتر علی گلزاده غفوری خواسته و ناخواسته از صحنه سیاسی کشور کنار کشید. دختر او مریم گلزاده غفوری و دامادش علیرضا حاج صمدی در سال ۶۲ به اتهام ارتباط با مجاهدین بازداشت و بعد از ۵ سال، در سال ۱۳۶۷ طی اعدام‌های دسته جمعی در زندان‌های ایران، اعدام شدند.

### از دست دادن فرزندان

محمدکاظم، مریم، علیرضا حاج صمدی، محمدصادق

۲۸ شهریور ۱۳۶۰ محمدصادق گلزاده غفوری فرزند بزرگش که ۲۳سال بیشتر نداشت به جرم همکاری با سازمان مجاهدین خلق ایران اعدام شد.
دو هفته بعد در تاریخ ۱۳ مهر فرزند کوچکش محمدکاظم گلزاده غفوری در ۱۹سالگی تیرباران شد و هفت سال بعد دخترش مریم گلزاده ۲۸ساله دانشجوی رشته ریاضی دانشگاه تهران و دامادش علیرضا حاج صمدی دانشجوی ۳۳ساله دانشگاه تهران در جریان کشتار زندانیان سیاسی در مرداد ماه سال ۱۳۶۷ حلق‌آویز شدند.

## درگذشت
گلزاده غفوری در سال‌های آخر عمر از صحنه عمومی کنار رفت و سرانجام در ظهر جمعه ۱۱ دی ۱۳۸۸ در بیمارستان آراد تهران درگذشت. پیکر او ساعت ۹ صبح روز ۱۲ دی از مقابل منزل‌اش به سمت بهشت زهرا تشییع شد.
پس از درگذشت وی مریم رجوی محسن کدیور و عبدالکریم سروش در بیانیه‌هایی مرگ او را تسلیت گفتند.

## آثار
- سرگذشت و شهادت هشتمین امام شیعیان امام رضا علیه السلام، تهران: دفتر نشر فرهنگ اسلامی، ۱۳۵۳ ش، در ۹۲ صفحه
- موقعیت زنان در قرآن، انتشارات الفتح، ۱۳۵۳ ش، در ۱۱۵ صفحه
- انفال یا ثروت‌های عمومی
- خطوط اصلی در نظام اقتصادی اسلام[۵]
- اسلام و اعلامیه جهانی حقوق بشر
- نقدی بر لایحه قصاص
- نظامات اجتماعی در اسلام
- ضرورت بازنگری فقهی و سیر تحول فقاهت و اجتهاد (PEZHVAKEIRAN.COM)
- کوششی در راه تبیین و تفکر در مورد توحید (PEZHVAKEIRAN.COM)
- قضا در اسلام و نظام قضایی منسوب به اسلام (PEZHVAKEIRAN.COM)
- پایه‌های اصلی دعوت اسلام
- گوشه ای از سرگذشت و شهادت امام حسین، انتشارات فجر، ۱۳۵۶ ش، در ۲۳۲ صفحه
- شناخت اسلام، مؤلفان: سید محمد حسینی بهشتی، محمد جواد باهنر و علی گلزاده غفوری، ناشر: دفتر نشر فرهنگ اسلامی، تهران. کار تألیف این کتاب، توسط سه مولفِ مذکور در سال ۱۳۵۷ ش، به پایان رسید و سپس زیر نظر محمد جواد باهنر، تنظیم گردید. این کتاب با استقبال گستردهٔ جامعه، مواجه و به همین دلیل، بارها توسط دفتر نشر فرهنگ اسلامی، تجدید چاپ شد و بعدها به دلیلِ نایاب بودن، با تأیید و مجوز بنیاد نشر آثار و اندیشه‌های دکتر بهشتی، توسط انتشارات بقعه و انتشارات روزنه نیز منتشر گردید و باز هم به چاپ‌های بعدی رسید و چند بار، تجدید چاپ شد